# Ilhas Inacessíveis (Órcades do Sul)

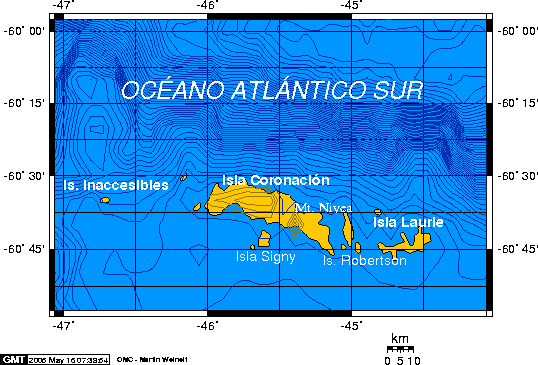
Mapa das Órcades do Sul.

As Ilhas Inacessíveis são um grupo de pequenas ilhas cuja linha de costa é composta por falésias abruptas de 120 a 215 m de altura, nos limites mais ocidentais das ilhas Órcades do Sul, a 20 milhas a oeste da ilha Coroação. As Ilhas Inacessíveis estão situadas às coordenadas 60° 34′ S, 46° 44′ O. Foram descobertas em Dezembro de 1821 pelo Capitão George Powell, um caçador de focas britânico que viajava no veleiro James Monroe, embora seja possível que tenham sido avistadas por Nathaniel Palmer um ano antes. As ilhas foram assim nomeadas por Powell por causa de sua aparência de inacessibilidade. 
As ilhas são reclamadas tanto pela República Argentina que as inclui no Departamento da Antártida Argentina, dentro da província de Terra do Fogo, Antártida e Ilhas do Atlântico Sul, bem como pelo Reino Unido que as inclui no Território Antártico Britânico. Pelo Tratado da Antártida, todas as disputas de soberania estão congeladas, devido a estarem a sul do paralelo 60 S.